# ダン・マリーノ
ダニエル・コンスタンティン・マリーノ・ジュニア（Daniel Constantine Marino, Jr.、1961年9月15日 - ）は、アメリカ合衆国ペンシルベニア州ピッツバーグ出身のアメリカンフットボール元選手。現役時代のポジションはクォーターバック（QB）。NFLのマイアミ・ドルフィンズで1983年から1999年までプレイした。現役引退までにNFLのパス記録を多く作ったがスーパーボウル出場はNFL2年目の1984年シーズンの第19回スーパーボウルのみ。この時はジョー・モンタナのサンフランシスコ・フォーティナイナーズに16-38で敗れて優勝はならなかった。典型的なポケットパッサーであり、クイックリリースと強肩でドルフィンズの一時代を築いた。

## 経歴

### プロ入り前
ピッツバーグで生まれた彼は高校時代には野球とアメリカンフットボールを行い、投手として95マイルのボールを投げて1979年のMLBドラフトでカンザスシティ・ロイヤルズに指名されたが入団せず大学に進学しカレッジフットボールで活躍することを目指した。
1年次にピッツバーグ大学とウェスト・バージニア大学との間で恒例となった試合で彼は252ヤードを投げると共にFGを1本決めて試合は24-17で勝利した。3年次に行われた1982年のシュガーボウルでは残り1分を切ったところで決勝のTDパスを成功させジョージア大学を破った。こうした活躍を見せたものの彼はハイズマン賞には選ばれなかった。4年次のコットンボウルではエリック・ディッカーソン、クレイグ・ジェームスのいた南メソジスト大学に3-7で敗れた。
1983年1月4日、新興アメリカンフットボールリーグであるUSFLのロサンゼルス・エクスプレスがドラフトで彼を指名したが入団せず、1983年のNFLドラフトでも彼は注目されたがひざの故障のため、機動性に欠けると判断された彼は1巡目でマイアミ・ドルフィンズに指名されて入団したがQBとしては6人目の指名であった。テリー・ブラッドショーの衰えが見え始めたマリーノの地元チームであるピッツバーグ・スティーラーズはドルフィンズより早い指名権を持っていたがDTのガブリエル・リベラを指名した。

### NFL入り後
ドルフィンズに入団した彼はデビッド・ウッドリーの控えQBとなり2試合にリリーフで出場した後、第6週のバッファロー・ビルズ戦で初先発した。この試合はオーバータイムの末、35-38で敗れた。ルーキーシーズンに彼はQBレイティング96.0の新記録を作った。この記録は2004年にベン・ロスリスバーガーの98.1に更新されるまでNFL記録として残った。彼はプロボウルに選出されると共にプロボウル出場初の先発QBに選ばれた 。彼のルーキーシーズンは雨の中のプレーオフでシアトル・シーホークスに番狂わせで敗れて終わった。この3試合前にヒューストン・オイラーズとの試合で負傷した彼は続く2試合を欠場していた。これ以降1993年にアキレス腱を負傷して欠場するまで145試合連続出場を果たしている。
2年目の1984年に彼はシーズンTD数48、シーズンパス獲得5084ヤードなど、NFLのパス記録を6つ更新した。14勝2敗で終えたドルフィンズはホームフィールドアドバンテージを獲得しシアトル・シーホークスを31-10、ピッツバーグ・スティーラーズを45-28で破りAFCを制し第19回スーパーボウルに出場した。スーパーボウルではペンシルベニア州西部出身の2人のQB（マリーノとジョー・モンタナ）に注目が集まった。プレーオフ2試合で74回選択されたランプレイはわずか8回にとどまり、マリーノのパスは50回中29回成功、1TDパス、2インターセプトに終わり試合は16-38で敗れた。
1985年12月2日のシカゴ・ベアーズとのマンデーナイトフットボールではパス27回中14回成功、270ヤード、3TDパスを投げる活躍を見せて、それまで12連勝していたベアーズに土をつけた。チームは2年連続AFCチャンピオンシップゲームに進出したがニューイングランド・ペイトリオッツのディフェンスがインターセプト2回、ファンブルリカバー4回をあげる活躍を見せて14-31でドルフィンズは敗れた。マイアミ・オレンジボウルでドルフィンズがペイトリオッツに敗れたのは1966年から初のことであった。
1988年10月23日にはパス521ヤードを獲得、3TDをあげた。
1992年10月18日のニューイングランド・ペイトリオッツ戦で17回目となる4つ以上のタッチダウンパスを成功、ジョニー・ユナイタスのNFL記録に並んだ。
マリーノは現役17年間のうち10回プレーオフに出場を果たしたがAFCチャンピオンシップゲームに出場したのは1992年終了後のプレーオフが最後となった。1990年から1995年の間にバッファロー・ビルズとジム・ケリーは3度マリーノのスーパーボウル出場の夢を砕いた。1993年10月のクリーブランド・ブラウンズ戦で、右アキレス腱を痛めて負傷退場、控えQBのスコット・ミッチェルが代役を務めた。ドルフィンズはシーズンの最後の5試合に連敗しプレーオフをチームは逃した。シーズンオフにミッチェルはデトロイト・ライオンズに移籍、ドルフィンズはクリーブランド・ブラウンズのバーニー・コーザーを控えQBとして獲得した。
1994年の開幕戦はニューイングランド・ペイトリオッツのドリュー・ブレッドソーとのパスの投げ合いになった。デーゲームでフロリダ・マーリンズの試合に使われたフィールドはぬかるんでいたがマリーノはパス42回中23回成功で473ヤードを獲得、一方ブレッドソーはパス51回中32回成功で421ヤードを獲得、2人のQBは合計で894ヤード、9TDをあげて試合は39-35でドルフィンズが勝利した。またアウェイのニューヨーク・ジェッツ戦ではスパイク（ボールを地面にたたきつけて時間を止めるためのプレイ）のフェイクを行いTDパスを成功させている。10勝6敗でシーズンを終えたチームはプレーオフでモンタナのカンザスシティ・チーフスを破ったもののサンディエゴ・チャージャーズ戦でハーフタイムに21-6とリードしたものの21-22と僅差で敗れた。このシーズン、マリーノは4,435ヤードを投げてカムバック賞に選ばれた。
1995年、フラン・ターケントンが持っていたNFL記録、パス試投、パス成功、パス獲得ヤード、TDパス記録を更新した。シーズンが終了するとドン・シュラヘッドコーチが辞任しジミー・ジョンソンが後任のヘッドコーチに就任した。スーパーボウルを連覇していたジョンソンヘッドコーチはボールコントロールオフェンスを攻撃の中心としようと欲したが彼が在籍した4年間優秀なランニングバックは現れず有効なランニングゲームは行われることはなかった。
1999年に怪我で1ヶ月ほど欠場した後、先発したダラス・カウボーイズとのサンクスギビングデーに行われた試合で彼は5インターセプトを与えてしまった。残り5試合で4敗して9勝7敗となったもののかろうじてプレーオフに出場を果たしたマリーノはキングドーム最後の試合となったアウェイでのシアトル・シーホークス戦で自身37回目の第4Qにおける逆転勝ちを果たしたが翌週に行われたジャクソンビル・ジャガーズに7-62で敗れ、この試合がマリーノの現役最後の試合となった。
シーズン終了後にドルフィンズのヘッドコーチ、ジミー・ジョンソンが退団し、新ヘッドコーチに就任したデーブ・ウォンステッドがジェイ・フィードラーを獲得すると、マリーノはチームの構想外となり、2000年3月13日、現役引退を表明した。
NFL歴代3位の147勝をあげると共に、プロボウルに9回選ばれて（うち7回先発出場）、オールプロにも8回、オールAFCにも6回選ばれた。1999年にスポーティング・ニュースが選ぶ偉大な100人のアメリカンフットボール選手の27位に名前を連ねた。

### 現役引退後
2000年9月17日にプロプレーヤー・スタジアムで行われたボルチモア・レイブンズ戦のハーフタイムに彼の背番号13を永久欠番とするセレモニーが行われた。その時点でのドルフィンズの永久欠番はボブ・グリーシーの12番のみであった。（2002年にラリー・ゾンカの39番も永久欠番となった。）
2003年にはカレッジフットボール殿堂入りを果たした。
2004年ドルフィンズの上級副社長に就任したが3週間で辞任した。
2005年8月7日にスティーブ・ヤング、ベニー・フリードマン、フリッツ・ポラードと共にプロフットボール殿堂入りを果たした。殿堂入りの際のスピーチ中に彼は元チームメートでホットラインを築いていたマーク・クレイトンへのパスを投げた。
NFLのシーズン中、彼はCBSスポーツのThe NFL Todayのコメンテーターを務めている。また以前はHBOのInside the NFLを担当していた。

## その他
現在彼は妻や6人の子供と共にフロリダ州フォートローダーデールに住んでいる。またサウスカロライナ州キアワー島、カリフォルニア州サンフランシスコ、ワイオミング州ララミーに別荘を持っている。
俳優としても活動しており、1994年にはエース・ベンチュラに出演しジム・キャリーやコートニー・コックスと共演した。また2000年にはアダム・サンドラー脚本のリトル★ニッキーには本人役としてカメオ出演している。他にもザ・シンプソンズ、エディ・マーフィ主演のホーリーマン、バッドボーイズ2バッドでもカメオ出演を果たした。
エニイ・ギブン・サンデーの制作される際にはコンサルタントとして協力している。この映画でデニス・クエイドが演じたジャック・ルーニーという役柄は彼を参考にしたキャラクターであると見る批評家もいる。実際に映画の中でルーニーが住んでいた家はマリーノの家である。
またフロリダ州南部にDan Marino's Town Tavernというレストランをコーラル・スプリングス、フォートローダーデールの2ヶ所に開いた。2005年にDan Marino's Fine Food and Spiritsと名前を変えたが2006年には両店舗とも閉店した。2007年にマイアミ、セントピーターズバーグ、ラス・ベガス、オーランドに店を開いた。現在はマイアミとラス・ベガスの2店舗のみが営業している。
彼はまたフーターズ、パパ・ジョンズ・ピザ、バイアグラ、経皮的末梢神経電気刺激の広告に出演している。
1998年にはNASCARドライバーのビル・エリオットと共にNASCARレーシングチーム「エリオット＝マリーノ・レーシング」の共同オーナーとなり、ウィンストンカップ・シリーズに参戦した。予選落ちすることもしばしばであったが、フェニックス・インターナショナル・レースウェイで行われたレースではトップ5に入った。
2004年にテキサス・レンジャーズからニューヨーク・ヤンキースにトレードされたアレックス・ロドリゲスはマリーノに因んで背番号を「13」にした。これはそれまでのキャリアで一貫して付けていた背番号「3」がヤンキースではベーブ・ルースの永久欠番である為変更を余儀なくされた。その際、マイアミに長く居住し幼少期にヒーローがマリーノであった為である。

## 個人記録

### 達成したNFL新記録
- 通算パス試投数 8,358 （2007年にブレット・ファーヴが更新）
- 通算パス成功数 4,967 （2006年にブレット・ファーヴが更新）
- 通算パス獲得ヤード数 61,361 （2007年にブレット・ファーヴが更新）
- 通算TDパス回数 420 （2007年にブレット・ファーヴが更新）
- シーズン獲得ヤード 5,084（2011年にドリュー・ブリーズが更新）
- シーズンTDパス回数 48 （2004年にペイトン・マニングが49個のTDパスを投げて更新。現在の記録は2007年のトム・ブレイディの50回）
- 1試合400ヤード以上獲得 通算13回、シーズン4回（1984年）
- 1試合300ヤード以上獲得 通算63回（2012年にペイトン・マニングが更新）[21]
- シーズン3000ヤード以上獲得 13回（1984-1992, 1994-1995, 1997-1998）（2005年にブレット・ファーヴが更新）
- 3000ヤード以上獲得シーズン連続記録 9シーズン（2001年にブレット・ファーヴが更新）
- 4タッチダウンパス以上獲得 通算21回、シーズン6回（1984年）
- 3タッチダウンパス以上獲得 通算62回（2007年にブレット・ファーヴが更新）
- ルーキーシーズンの被インターセプト率 2.03%（1998年にデトロイト・ライオンズのチャーリー・バッチが更新）
- シーズン最多パス試投 5回（1984, 1986, 1988, 1992, 1997）
- シーズン最多パス成功 6回（1984-1986, 1988, 1992, 1997）
- 40TDパス以上成功シーズン 2回（1984, 1986）
- 100TDパス達成（44試合目）、200TDパス成功（89試合目）、300TDパス成功（157試合目）
- TDパス-インターセプト回数 +168
- 第4Qで決めた決勝ドライブ 51回[22]
- 第4Qで決めた逆転ドライブ 36回[22]

### NFLタイ記録
- シーズン最多パス獲得ヤード 5回（1984-1986, 1988, 1992）、ソニー・ジャーゲンセン（1961, 1962, 1966, 1967, 1969）
- 最多パス成功連続シーズン 3 (1984-1986）、ジョージ・ブランダ（1963-1965）
- 400ヤード以上獲得連続試合数 2 (1984)、ダン・ファウツ (1982)、フィル・シムズ (1985)、ビリー・ボレック (2004)、マット・キャセル (2008)
- 同一チームへの通算勝利 インディアナポリス・コルツから24勝（2007年、ブレット・ファーヴがデトロイト・ライオンズ相手に記録更新）

### その他の記録
- 1984年NFL最優秀選手
- 242試合出場（うち240試合に先発出場）
- 最初にシーズン4000ヤード以上獲得6回（1984-1986, 1988, 1992, 1994）、ペイトン・マニングに2006年更新された。
- 最初にシーズン5000ヤード以上獲得（1984年に5084ヤード、2008年シーズン終盤、ドリュー・ブリーズによる記録更新への期待が高まった。）
- シーズン40TDパス以上2回（1984年、1986年）、40TD以上をあげた他の3人はいずれも1回
- 第4Qカムバック勝利歴代3位の37回、1位はジョン・エルウェイの47回、2位はブレット・ファーヴの40回
- ドルフィンズ記録となる17シーズンプレー。
- ドン・シュラの下で116勝。同一ヘッドコーチ、QBのコンビによる歴代最多勝。
- AFC最優秀攻撃選手にレギュラーシーズン18回選出（プレーオフも入れると20回）
- 先発QBとして147勝93敗、歴代3位
- 63試合でパス獲得300ヤード以上（うち11試合はニューヨーク・ジェッツ戦、8試合はインディアナポリス・コルツ[23]戦、7試合はバッファロー・ビルズ戦、ニューイングランド・ペイトリオッツ戦）
- 13試合でパス獲得400ヤード以上（4試合はジェッツ戦、残りの9試合はそれぞれ別のチーム）